# Nonndorf bei Gars
Nonndorf bei Gars ist ein Ort in der Katastralgemeinde Nondorf bei Gars der Marktgemeinde Gars am Kamp im Bezirk Horn in Niederösterreich.

## Geografie
Der Ort liegt am südöstlichen Rand des Horner Beckens östlich von Gars am Kamp. Die Seehöhe in der Ortsmitte beträgt 288 Meter. Die Fläche der Katastralgemeinde umfasst 4,77 km². Die Einwohnerzahl beläuft sich auf 69 Einwohner (Stand: 1. Jänner 2025). Bis in die Mitte des 20. Jahrhunderts lautete die amtliche Schreibweise des Ortsnamens Nondorf bei Gars. Während die Ortschaft heute Nonndorf bei Gars geschrieben wird, heißt die Katastralgemeinde nach wie vor Nondorf bei Gars.

## Postleitzahl
In der Marktgemeinde Gars am Kamp finden mehrere Postleitzahlen Verwendung. Nonndorf hat die Postleitzahl 3571.

## Bevölkerungsentwicklung
| Jahr      | 1830 | 1846 | 1869 | 1951 | 1961 | 1971 | 1991 | 2001 |
| --------- | ---- | ---- | ---- | ---- | ---- | ---- | ---- | ---- |
| Einwohner | 193  | 216  | 211  | 143  | 123  | 129  | 87   | 90   |

## Geschichte
Laut Adressbuch von Österreich waren im Jahr 1938 in der Ortsgemeinde Nonndorf ein Gastwirt, eine Gemischtwarenhändlerin, eine Milchgenossenschaft, zwei Schmiede, eine Schneiderin, ein Schuster, eine Rinderzuchtgenossenschaft und mehrere Landwirte ansässig. Außerhalb des Ortes gab es eine Ziegelei. Im selben Jahr wurde die bis dahin selbstständige Gemeinde der Gemeinde Gars angeschlossen, 1945 wurde sie wieder selbstständig. 1967 wurde sie im Zuge der Gemeindezusammenlegungen abermals Bestandteil der Marktgemeinde Gars am Kamp.

## Wirtschaft und Infrastruktur

### Verkehr
Der Ort ist nicht an den ÖPNV angeschlossen. Der nächstgelegene Bahnhof der ÖBB ist Gars-Thunau. Seit 1995 fährt der Garser Bus, eine Initiative des Wirtschaftsvereins „Gars Innovativ“, jeweils dienstags und freitags Nonndorf bei Gars, alle anderen Ortsteile und weitere Orte der Umgebung an, um Personen, die keinen PKW besitzen und keinen Anschluss an den ÖPNV haben, Einkäufe und Erledigungen in Gars am Kamp zu ermöglichen.